# Adi Rocha
Adi Rocha (nacido el 15 de diciembre de 1985) es un futbolista brasileño que se desempeña como delantero.
Jugó para clubes como el Nacional, LASK Linz, SK Austria Kärnten, Energie Cottbus, CS Concordia Chiajna, Steaua de Bucarest, Gamba Osaka y FC Žalgiris.

## Trayectoria

### Clubes
| Club                 | País     | Año         |
| -------------------- | -------- | ----------- |
| Nacional             | Brasil   | 2002 - 2007 |
| LASK Linz            | Austria  | 2007 - 2008 |
| SK Austria Kärnten   | Austria  | 2008 - 2009 |
| Energie Cottbus      | Alemania | 2009 - 2011 |
| CS Concordia Chiajna | Rumania  | 2012        |
| Steaua de Bucarest   | Rumania  | 2012 - 2013 |
| Gamba Osaka          | Japón    | 2013        |
| FC Žalgiris          | Lituania | 2014 - 2015 |
| Jiangxi Liansheng    | China    | 2015 - 2016 |